# Stephen Baldwin
Stephen Andrew Baldwin (Massapequa, 12 maggio 1966) è un attore, regista e attivista statunitense.
È apparso nei film Nato il quattro luglio (1989), Posse - La leggenda di Jessie Lee (1993), Otto secondi di gloria (1994), Amici per gioco, amici per sesso (1994), I soliti sospetti (1995), Tonto + tonto (1996) e I Flintstones in Viva Rock Vegas (2000). Ha anche recitato nella serie televisiva I ragazzi della prateria (1989–92), e come se stesso nei reality show Celebrity Big Brother 7 (Regno Unito) e Celebrity Apprentice. Nel 2004 ha diretto Livin 'It, un DVD di skateboard a tema cristiano.

## Biografia

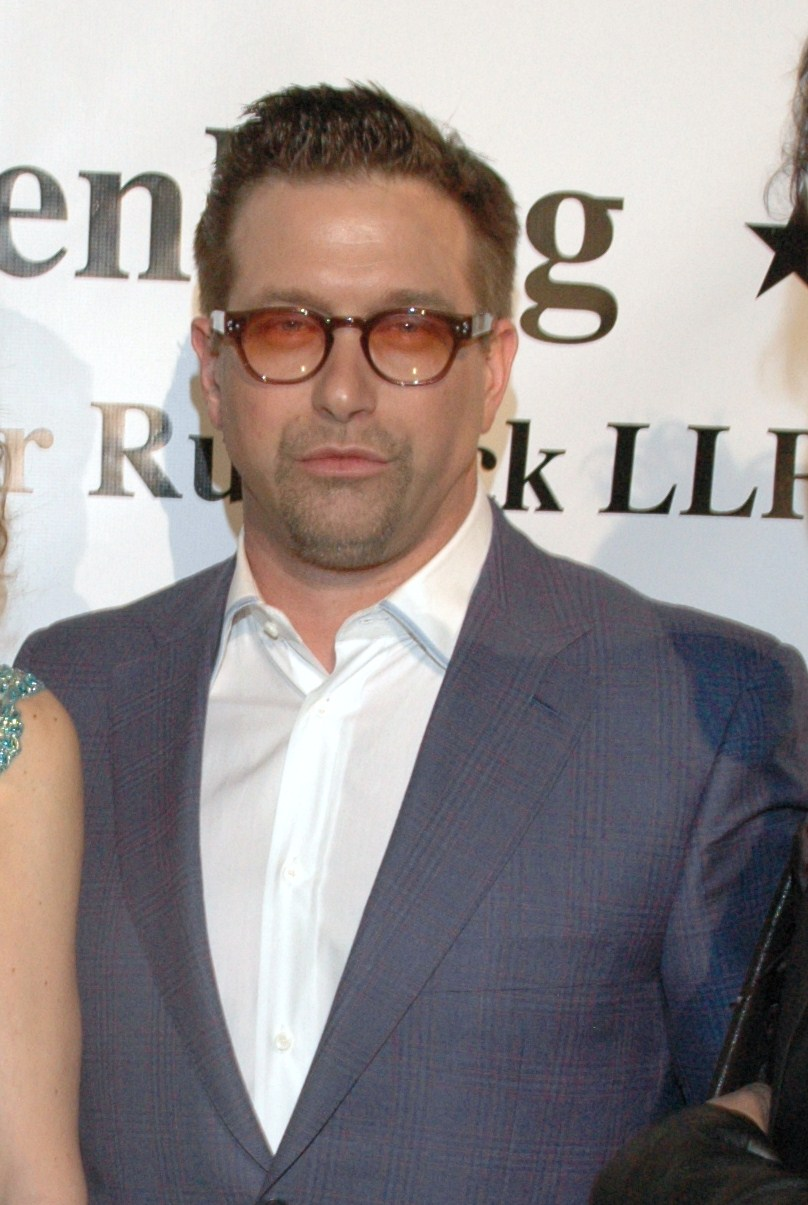
Baldwin nel 2009

Figlio di Carol Newcomb e Alexander Rae Baldwin Jr., è fratello dei noti attori Alec Baldwin, Daniel e William, appartenenti alla famiglia di attori Baldwin; suo padre morì di cancro quando lui aveva 17 anni. Dopo gli studi debutta nel 1988, con un piccolo ruolo, nel film Homeboy con Mickey Rourke e Christopher Walken, in seguito ottiene una piccola parte in Vittime di guerra mentre nel 1989 ha una parte di rilievo in Nato il quattro luglio. Dal 1989 al 1992 interpreta William F. Cody nel telefilm I ragazzi della prateria e prende parte ai film Oltre il ponte, Amici per gioco, amici per sesso, Mrs. Parker e il circolo vizioso ed I soliti sospetti. Nel film di Singer interpreta Michael McManus, a tutt'oggi il suo ruolo più noto.
Nel 1996 decide, contro il parere di tutti, di partecipare al film demenziale Tonto + tonto: il film è un flop e segna negativamente la sua carriera. Infatti negli anni seguenti partecipa quasi esclusivamente a film TV e a film di serie B, destinati al mercato home video. Solo nel 2000 riacquista una certa notorietà con l'interpretazione di Barney ne I Flintstones in Viva Rock Vegas, venendo comunque candidato ai Razzie Award, quale peggiore attore non protagonista.
Dopo gli attentati dell'11 settembre 2001, Baldwin si avvicina alla Chiesa evangelica, vivendo una rinascita religiosa e diventando un cristiano fervente. A differenza dei fratelli Alec e William, è repubblicano: in passato è stato un sostenitore di George W. Bush e nel 2015 si è dichiarato vicino alle posizioni di Donald Trump.
Nel 2004 ha diretto Livin 'It, un DVD di skateboard a tema cristiano. Nel 2002 partecipa al reality show Celebrity Mole Hawaii (versione statunitense con celebrità de La talpa) e nel 2010 entra a far parte del reality Celebrity Big Brother, il Grande Fratello vip inglese, venendo eliminato dopo 21 giorni di permanenza nella casa. Nel marzo 2013, Baldwin è tornato a competere in All-Star Celebrity Apprentice. Era un concorrente del reality show NBC del 2009, I'm a Celebrity...Get Me Out of Here!. Baldwin lasciò lo spettacolo a metà stagione. Nel secondo episodio, ha battezzato l'attore di The Hills Spencer Pratt.

### Vita privata
Stephen risiede nella città di Nyack, nello Stato di New York, con la moglie Kennya Deodato, una graphic designer di origini brasiliane, figlia del compositore Eumir Deodato. La coppia ha due figlie, Alaia (1993) e Hailey (1996), entrambe modelle; dal 2018 è suocero di Justin Bieber, da parte della figlia Hailey.
Nel dicembre 2010, Baldwin ha intentato una causa da 3,8 milioni di dollari contro Kevin Costner per la tecnologia di separazione del petrolio che è stata utilizzata per aiutare a risolvere la fuoriuscita di petrolio della Deepwater Horizon nel Golfo del Messico. Nel giugno 2012, una giuria si schierò dalla parte di Costner e non assegnò danni a Baldwin.

## Filmografia parziale

### Cinema
- Belva di guerra (The Beast), regia di Kevin Reynolds (1988)
- Ultima fermata Brooklyn (Last Exit to Brooklyn), regia di Uli Edel (1989)
- Nato il quattro luglio (Born on the Fourth of July), regia di Oliver Stone (1989)
- Oltre il ponte (Crossing the Bridge), regia di Mike Binder (1992)
- Posse - La leggenda di Jessie Lee (Posse), regia di Mario Van Peebles (1993)
- Inganno pericoloso (Bitter Harvest), regia di Duane Clark (1993)
- Amici per gioco, amici per sesso (Threesome), regia di Andrew Fleming (1994)
- Uno strano scherzo del destino (A Simple Twist of Fate), regia di Gillies MacKinnon (1994)
- I soliti sospetti (The Usual Suspects), regia di Bryan Singer (1995)
- Under the Hula Moon, regia di Jeff Celentano (1995)
- Fall Time - Tempo scaduto (Fall Time), regia di Paul Warner (1995)
- Tonto + tonto (Biodome), regia di Jason Bloom (1996)
- Inseguiti (Fled), regia di Kevin Hooks (1996)
- Poliziotto speciale (One Tough Cop), regia di Bruno Barreto (1998)
- La faccia violenta della legge (Scar City), regia di Ken Sanzel (1998)
- Mercy - senza pietà (Mercy), regia di Damian Harris (1999)
- Una moglie ideale (The Sex Monster), regia di Mike Binder (1999)
- I Flintstones in Viva Rock Vegas (The Flintstones in Viva Rock Vegas), regia di Brian Levant (2000)
- Cutaway, regia di Guy Manos (2000)
- X Change - Scambio di corpi, regia di Allan Moyle (2001)
- Protection, regia di John Flynn (2001)
- Zebra Lounge, regia di Kari Skogland (2001)
- Dead Awake, regia di Marc S. Grenier (2001)
- Spider's Web - La tela del ragno (Spider's Web), regia di Paul Levine (2002)
- Slap Shot 2 (Slap Shot 2: Breaking the Ice), regia di Steve Boyum (2002)
- Shelter Island, regia di Geoffrey Schaaf (2003)
- Il tesoro perduto (Lost Treasure), regia di Jim Wynorski (2003)
- Warnings - Presagi di morte (Silent Warnings), regia di Christian McIntire (2003)
- Firefight, regia di Paul Ziller (2003)
- Six - La corporazione (Six: The Mark Unleashed), regia di Kevin Downes (2004)
- Snakeman - Il predatore (The Snake King), regia di Allan A. Goldstein (2005)
- Midnight Clear, regia di Dallas Jenkins (2006)
- Fred Claus - Un fratello sotto l'albero (Fred Claus), regia di David Dobkin (2007)
- Shark in Venice, regia di Danny Lerner (2008)
- The Flyboys, regia di Rocco De Villiers (2008)
- 2047 - Sights of Death, regia di Alessandro Capone (2014)
- Faith of Our Fathers, regia di Carey Scott (2015)
- Tapestry, regia di Ken Kushner (2019)

### Televisione
- I ragazzi della prateria (The Young Riders) – serie TV, 67 episodi (1989-1992)
- Mr. Murder, regia di Dick Lowry - film TV (1998)
- Una casa per l'assassino (Absence of the Good), regia di John Flynn (1999)
- Night Visions – serie TV, episodio 1x17 (2001)
- CSI - Scena del crimine (CSI: Crime Scene Investigation) – serie TV, 5x17 (2005)
- Earthstorm, regia di Terry Cunningham – film TV (2006)
- Dark Storm, regia di Jason Bourque – film TV (2006)

## Doppiatori italiani
Nelle versioni in italiano delle opere in cui ha recitato, Stephen Baldwin è stato doppiato da:
- Vittorio De Angelis in Oltre il ponte, Fall Time, Tonto + tonto, Una casa per l'assassino, Una moglie ideale, Spider's Web - La tela del ragno
- Massimo Rossi in Poliziotto speciale, La faccia violenta della legge, Il tesoro perduto, Fallout
- Vittorio Guerrieri ne I soliti sospetti, Inseguiti
- Massimo Lodolo in Posse - La leggenda di Jesse Lee, Protection
- Massimo Giuliani in Belva di guerra
- Loris Loddi in Ultima fermata Brooklyn
- Vittorio Stagni in Nato il quattro luglio
- Stefano Onofri in I ragazzi della prateria
- Stefano Benassi in 8 secondi di gloria
- Francesco Pannofino in Amici per gioco, amici per sesso
- Oreste Baldini in Uno strano scherzo del destino
- Nanni Baldini in I Flintstones in Viva Rock Vegas
- Andrea Ward in X Change - Scambio di corpi
- Lorenzo Scattorin in Slap Shot 2 - Sfida sul ghiaccio
- Massimo De Ambrosis in Six - La corporazione
- Mauro Gravina in Snakeman - Il predatore
- Sandro Acerbo in Jesse Stone - Passaggio nella notte
- Roberto Draghetti in Earthstorm
- Luca Violini in 2047 - Sights of Death